# Aletis fuscofasciatus
Aletis fuscofasciatus là một loài bướm đêm trong họ Geometridae.